# Timotej Jambor
Timotej Jambor (* 4. dubna 2003) je slovenský profesionální fotbalista, který hraje na pozici útočníka za rumunský klub FC Rapid București.

## Klubová kariéra

### Žilina
Jambor debutoval ve Fortuna Lize za Žilinu během domácího utkání proti AS Trenčín 21. listopadu 2020. Ve druhém poločase nastoupil na hřiště jako náhrada za Matúše Rusnáka. Žilina zápas vyhrála 2:0 díky gólům, které vstřelili Ján Bernát a Dawid Kurminowski. Objevil se také jako pozdní náhradník v dalším utkání proti FK Pohronie.

## Reprezentační kariéra
Jambor byl poprvé nominován do slovenské seniorské reprezentace jako náhradník pro tréninkový kemp budoucích reprezentantů v NTC Senec v prosinci 2022.

## Osobní život
Jeho otec, Milan Jambor, je také fotbalista. V současné době je hrajícím trenérem FK Svit.

## Úspěchy
Žilina
- Poražený finalista Slovenského poháru: 2020/21